# Lock, Stock and Two Smoking Barrels
Lock, Stock and Two Smoking Barrels (conocida como Juegos, trampas y dos armas humeantes en Argentina y Colombia; Lock and Stock en España y como Juegos, trampas y dos pistolas humeantes en México); es una película de thriller, o también catalogada como comedia negra, británica, del año 1998. Está escrita y dirigida por Guy Ritchie.
Se trata de un filme de "atraco perfecto" acerca de un joven y resuelto tahúr que ha perdido £500.000 ante un jefe del crimen organizado en una partida amañada de "brag de tres cartas". Para poder pagar su deuda, él y sus amigos deciden robar a una banda de poca monta que resulta estar operando desde el piso de al lado. El filme le valió a Guy Ritchie reconocimiento internacional y sirvió para presentar a los actores Vinnie Jones, antiguo futbolista de la selección de País de Gales, y Jason Statham a nivel mundial.
El cantante Sting también tiene un papel en la película al interpretar al padre de uno de los protagonistas de la película.
A la película le siguió una serie de televisión, Lock, Stock... en el año 2000.

## Argumento
Bacon, Soap, Tom y Eddy, amigos de toda la vida, reúnen 100 000 £ para jugar al "brag de tres cartas" de apuestas altas de Harry "el Hacha" Lonsdale. Harry descubre a través de su guardaespaldas Barry "el Bautista" que Eddy es un genio con las cartas, por lo que amaña la partida. Al perder Eddy, Harry exige que se le paquen las £500 000 que ahora se le deben en el plazo de una semana. Como sabe que Eddy y los demás tienen muy pocas posibilidades de obtener medio millón de libras en una semana, introduce como alternativa en el trato (y como venganza personal) el bar del padre de Eddy. Barry el Baptista le advierte a Eddy que cortará un dedo a él y cada uno de sus tres amigos por cada día de retraso con el pago de la deuda.
Tras varios día de intentar conseguir el dinero sin éxito, Eddy vuelve a su casa y oye a sus vecinos, una banda de ladrones capitaneada por un hombre llamado Dog, que planean un golpe a unos cultivadores de Marihuana supuestamente henchidos de dinero y drogas. Eddy confía esta información al grupo con la intención de que estos roben a los vecinos cuando vuelvan de su golpe. Tom adquiere un par de escopetas antiguas de un traficante, conocido como Nick "el Griego", que a su vez llega a un acuerdo con Rory Breaker, un gánster y sociópata, para comprar las drogas robadas. Nick había comprado las armas de un par de ladronzuelos chapuceros, Gary y Dean, los cuales se las habían robado a un lord en bancarrota como parte de un trabajo para Harry Lonsdale, sin comprender que, de toda la colección de armas, su único interés era por las dos escopetas antiguas. Al enterarse de que las escopetas han sido vendidas, Harry monta en cólera y amenaza a los dos para que las recuperen.
Los vecinos llevan a cabo su golpe; y a pesar de que uno de los miembros de la banda muere por disparos de su propia ametralladora y de haber tenido un encuentro incriminatorio con una vigilante de tráfico, el golpe es un éxito. Al regresar a su piso la banda sufre una emboscada por parte de los cuatro amigos que se marchan con el botín y regresan más tarde para esconderlo en el piso de al lado y celebrarlo después con una noche de exceso de alcohol.
Rory Breaker descubre que las drogas que iba a comprar le han sido robadas a él mismo, puesto que los cultivadores de marihuana eran empleados suyos. Rory interroga a Nick para que le revele donde viven los cuatro amigos y lleva a uno de los químicos para que le ayude a identificar a los ladrones. Entretanto Dog furioso por la pérdida, lanza a uno de sus hombres a través de la pared del piso y descubre el material de grabación y en último término todo lo que habían robado. Mientras cuenta el dinero, sus hombres se preparan para sorprender a los cuatro amigos. Gary y Dean, que pretenden recuperar las armas antiguas, visitan a Nick que los dirige al mismo lugar, al mismo tiempo que Big Chris, el cobrador de Harry, va con su hijo con el mismo destino, y los cuatro amigos vuelven del bar a casa en coche.
Rory y su banda asaltan el piso y se produce un tiroteo con los vecinos cuyo resultado es la muerte de todos salvo Dog y el químico, aprovechando este último para huir con la marihuana. Big Chris le roba las armas antiguas y el dinero a Dog cuando este se escapaba; Gary y Dean persiguen a Big Chris, y los cuatro amigos vuelven a su casa para encontrar que su botín ha desaparecido. Big Chris entrega las armas y el dinero a Harry pero al volver se encuentra a Dog amenazando con matar a su hijo si no devuelve el botín. Desesperados por recuperar las armas, Gary y Dean atacan a Harry y Barry en su oficina, dándose cuenta de su error en el momento que se matan entre ellos. Después llegan los cuatro amigos y encuentran a todo el mundo muerto, y vuelven a coger el dinero. Big Chris de repente choca contra su coche para desarmar a Dog y entonces lo golpea brutalmente con la puerta del coche hasta matarlo. Vuelve a quitarle el dinero de la deuda a los amigos que están inconscientes pero permite que Tom se vaya con las armas antiguas.
Los cuatro amigos son arrestados, pero se les declara inocentes después de que el vigilante de tráfico identificara a la banda de "Dog" como los principales sospechosos. Los cuatro se reúnen en el bar del padre de Eddy y deciden que Tom se deshaga de las armas que les relacionan con los crímenes. Después de que Tom se haya marchado, entra Big Chris y admite que se va a quedar el dinero de la deuda para el mismo y su hijo, pero en su lugar les entrega un catálogo de armas antiguas que revela que las escopetas valen una fortuna cada una. Rápidamente llaman a Tom y la película termina literal y figuradamente en suspenso, ya que cuando el móvil de Tom empieza a sonar él se encuentra al borde de un puente, a punto de lanzar las armas al río Támesis y tiene que decidir si contestar primero o tirar las armas.

## Reparto
| Actor             | Personaje                 |
| ----------------- | ------------------------- |
| Jason Flemyng     | Tom                       |
| Dexter Fletcher   | Soap                      |
| Nick Moran        | Eddy                      |
| Jason Statham     | Bacon                     |
| Steven Mackintosh | Winston                   |
| Nicholas Rowe     | J                         |
| Sting             | JD                        |
| Nick Marcq        | Charles                   |
| Vinnie Jones      | Big Chris                 |
| Lenny McLean      | Barry "el Baptista"       |
| Steve Sweeney     | Plank                     |
| Peter McNicholl   | Chris hijo                |
| Suzy Ratner       | Gloria                    |
| P. H. Moriarty    | Harry "el hacha" Lonsdale |
| Stephen Marcus    | Nick "el Griego"          |
| Vas Blackwood     | Rory Breaker              |
| Frank Harper      | Diamond Dog               |
| Alan Ford (actor) | Alan                      |
| Victor McGuire    | Gary                      |
| Jake Abraham      | Dean                      |
| Rob Brydon        | Vigilante Tráfico         |
| Danny John-Jules  | barman                    |